# Заковряжино
Заковряжино — село в Сузунском районе Новосибирской области России. Административный центр Заковряжинского сельсовета.

## География
Площадь села — 249 гектаров.

## История
Согласно справочной книге по Томской Епархии за 1914 год, в 1882 году в с. Заковряшинском (ныне — с. Заковряжино) была построена деревянная однопрестольная церковь во Имя Святой Живоначальной Троицы. В 1892 году в селе была открыта церковно-приходская школа.
Распоряжением Облисполкома № 394 от 20 ноября 1940 г. церковь была закрыта и впоследствии переоборудована под школу. Фактически, церковь была снесена, и рядом с ней на её территории была построена школа.

## Население
| 2002  | 2007  | 2010  | 2012  | 2013  | 2014  | 2015  |
| ----- | ----- | ----- | ----- | ----- | ----- | ----- |
| 1499  | ↗1525 | ↘1296 | ↗1318 | ↘1285 | ↘1275 | ↘1247 |
| 2016  | 2017  | 2018  | 2019  | 2020  | 2021  |       |
| ↘1212 | ↘1208 | ↘1197 | ↘1176 | ↘1172 | ↘1142 |       |

## Инфраструктура
В селе по данным на 2007 год есть одно учреждение здравоохранения и одно учреждение образования. Также имеется детский сад, ООО «Заковряжинское» и колхоз имени Калинина, дом культуры. Пять торговых точек: «Улыбка», «Хороший», и другие.